# Hans-Jürgen von Bornstedt
Hans-Jürgen von Bornstedt (* 14. Dezember 1881 in Unruhstadt; † 1962) war ein deutscher Jurist, Staatsbeamter und Politiker. Bornstedt war unter anderem zeitweise Referent in der Reichskanzlei und Mitglied des Parteivorstandes der Deutschen Demokratischen Partei (DDP).

## Leben und Tätigkeit
Nach dem Schulbesuch studierte Bornstedt Rechtswissenschaften. Nach dem Bestehen der Ersten Juristischen Staatsprüfung absolvierte er ab 1906 als Referendar den juristischen Vorbereitungsdienst. Die Große Juristische Staatsprüfung legte er 1910 ab. Seit 1912 stand Bornstedt als kommissarischer Hilfsarbeiter im Dienst des preußischen Ministeriums der öffentlichen Arbeiten. Im Jahr 1914 wechselte Bornstedt in die Reichskanzlei, in der er knapp neun Jahre lang unter elf Reichskanzlern von Theobald von Bethmann Hollweg bis Wilhelm Cuno tätig sein sollte. 1916 wurde ihm der Rang eines ständigen Hilfsarbeiters verliehen. 1918 folgte die Beförderung zum Regierungsrat, 1920 die zum Geheimen Regierungsrat und Vortragenden Regierungsrat und 1921 die zum Ministerialrat. Im Jahr 1919 beteiligte Bornstedt sich an der Gründung der Deutschen Demokratischen Partei (DDP), in deren Hauptvorstand er gewählt wurde. Im Oktober 1923 wurde Bornstedt auf eigenen Antrag in den einstweiligen Ruhestand versetzt. Nach dem Machtantritt der Nationalsozialisten 1933 wurde er in den dauerhaften Ruhestand versetzt. Im gleichen Jahr trat er in die Deutschnationale Volkspartei (DNVP) ein, die jedoch kurz danach zwangsweise aufgelöst wurde. 1943 war Bornstedt als Beamter auf Widerruf beim Referat für Kriegsschäden des Stadtpräsidenten von Berlin.